# دميتري سكوبينتسيف
دميتري سكوبينتسيف (بالروسية: Скопинцев, Дмитрий Владимирович)‏ (2 مارس 1997 بفارونيش في روسيا - ) هو لاعب كرة قدم روسي في مركز الظهير. شارك مع منتخب روسيا تحت 17 سنة لكرة القدم ومنتخب روسيا تحت 19 سنة لكرة القدم. أما مع النوادي، فقد لعب مع آر بي لايبزيغ ونادي ليفيرينج.

## وصلات خارجية
- دميتري سكوبينتسيف على موقع الاتحاد الأوربي (الإنجليزية)
- دميتري سكوبينتسيف على موقع قاعدة بيانات كرة القدم.إي يو (الإنجليزية)
- دميتري سكوبينتسيف على موقع Soccerway.com (الإنجليزية)
- دميتري سكوبينتسيف على موقع عالم كرة القدم.نت (الإنجليزية)